# Dormitio (Kunst)

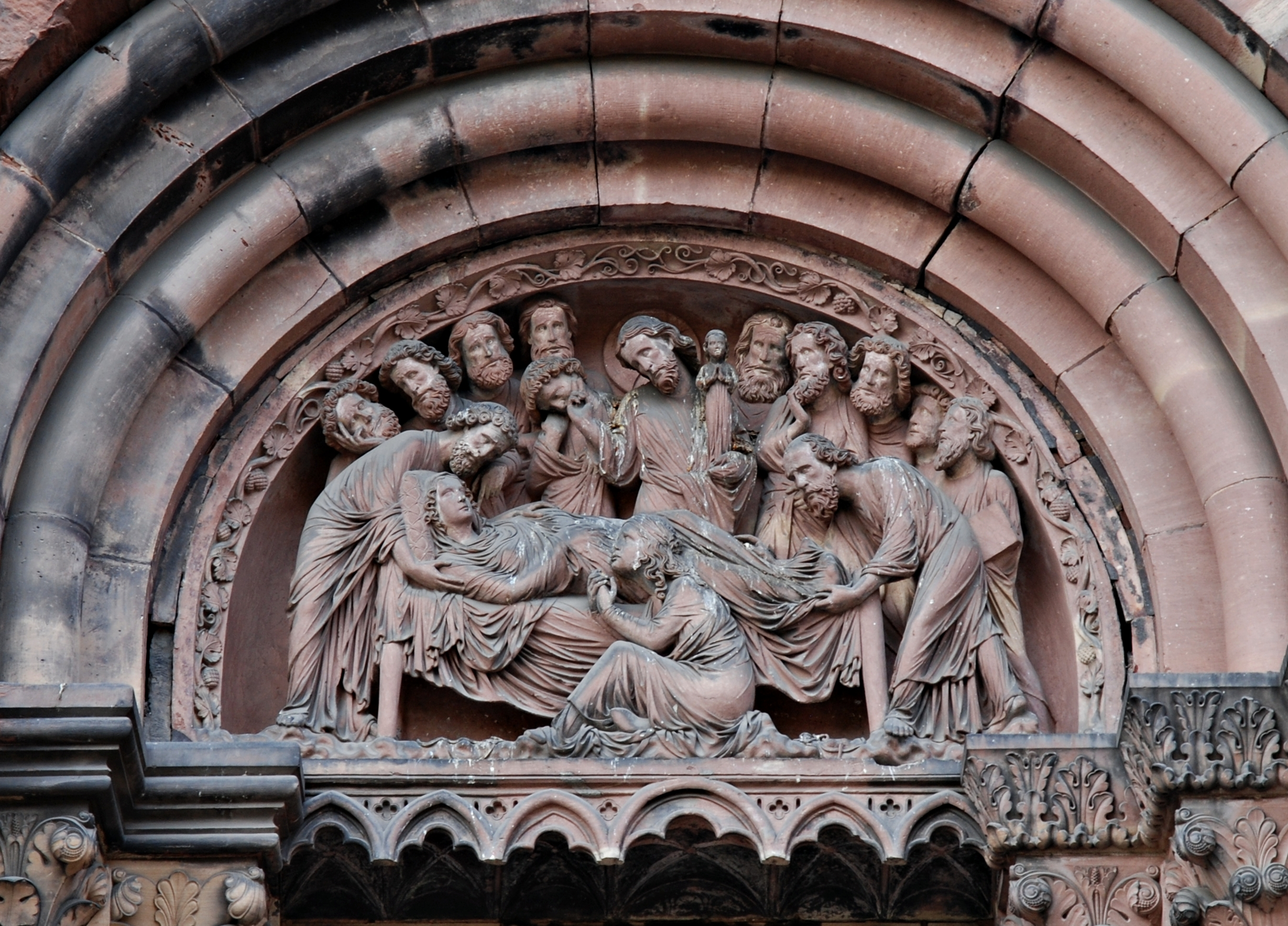
Marientodrelief, Straßburger Münster, Südquerhaus, um 1225

Dormitio (lat. für „Entschlafung“), Übersetzung aus dem gr. Koimesis, dt.  Marientod, bezeichnet in der Kunstgeschichte einen bestimmten Bildtyp, der den Tod Marias im Kreise der Apostel darstellt.

## Hintergrund
Die meisten Erzählungen und Bildthemen mit Maria als Hauptperson entbehren jedweder biblischen Grundlage – so auch die Themen des Marientods und der Himmelfahrt. Wahrscheinlich dem 5. oder 6. Jahrhundert entstammt jedoch eine als Transitus Mariae bezeichnete Schriftengruppe, die angebliche Themen ihres Lebens und Sterbens präsentiert. Nach einigen weiteren Jahrhunderten wurden diese legendenhaften Erzählungen in die mittelalterliche Kunst aufgenommen.

## Geschichte
Der Bildtypus der Grablegung Mariens ist erst seit dem Mittelalter bekannt. Die ältesten bekannten Darstellungen in Form von Elfenbeintäfelchen stammen aus der Byzantinischen Kunst des 10./11. Jahrhunderts und wurden wahrscheinlich in Konstantinopel gefertigt. In Westeuropa treten sie etwa 200 Jahre später fast gleichzeitig in romanischen Apsisfresken sowie in der Portalplastik gotischer Kathedralen in Erscheinung. Um 1350 – d. h. während der Pest – wurden sie meist auf Wände gemalt oder fanden Aufnahme in die gemalten oder geschnitzten Bilderzyklen von Altären.

## Darstellung
Typische Begleitfiguren der Dormitio-Darstellungen sind die – manchmal aus einer Schriftrolle oder aus Büchern lesenden oder Weihrauch entzündenden – Apostel; von ihnen und einigen anderen Personen wird Maria auf die Kissen des Sterbebettes gelegt. In einigen Darstellungen überreicht Johannes eine Sterbekerze, oder Petrus hält einen Weihwasserwedel. Kurz darauf erfolgen die meist gesondert dargestellte Himmelfahrt und Krönung Mariens.

## Entwicklung in der Kunst
Aus hoch- und spätmittelalterlicher Zeit sind zahlreiche Darstellungen des Todes, der Himmelfahrt und der Krönung Mariens bekannt. In der Frührenaissance jedoch werden die Darstellungen seltener und die großen Künstler der Hoch- und Spätrenaissance widmeten sich anderen Themen. Auch in der Kunst des Barock und des Rokoko kommt das Bildthema kaum noch vor.

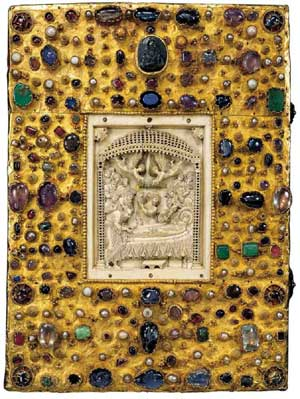
Elfenbein-Einbandtafel des Evangeliars Ottos III., byzantinisch, etwa 997 bis 1000
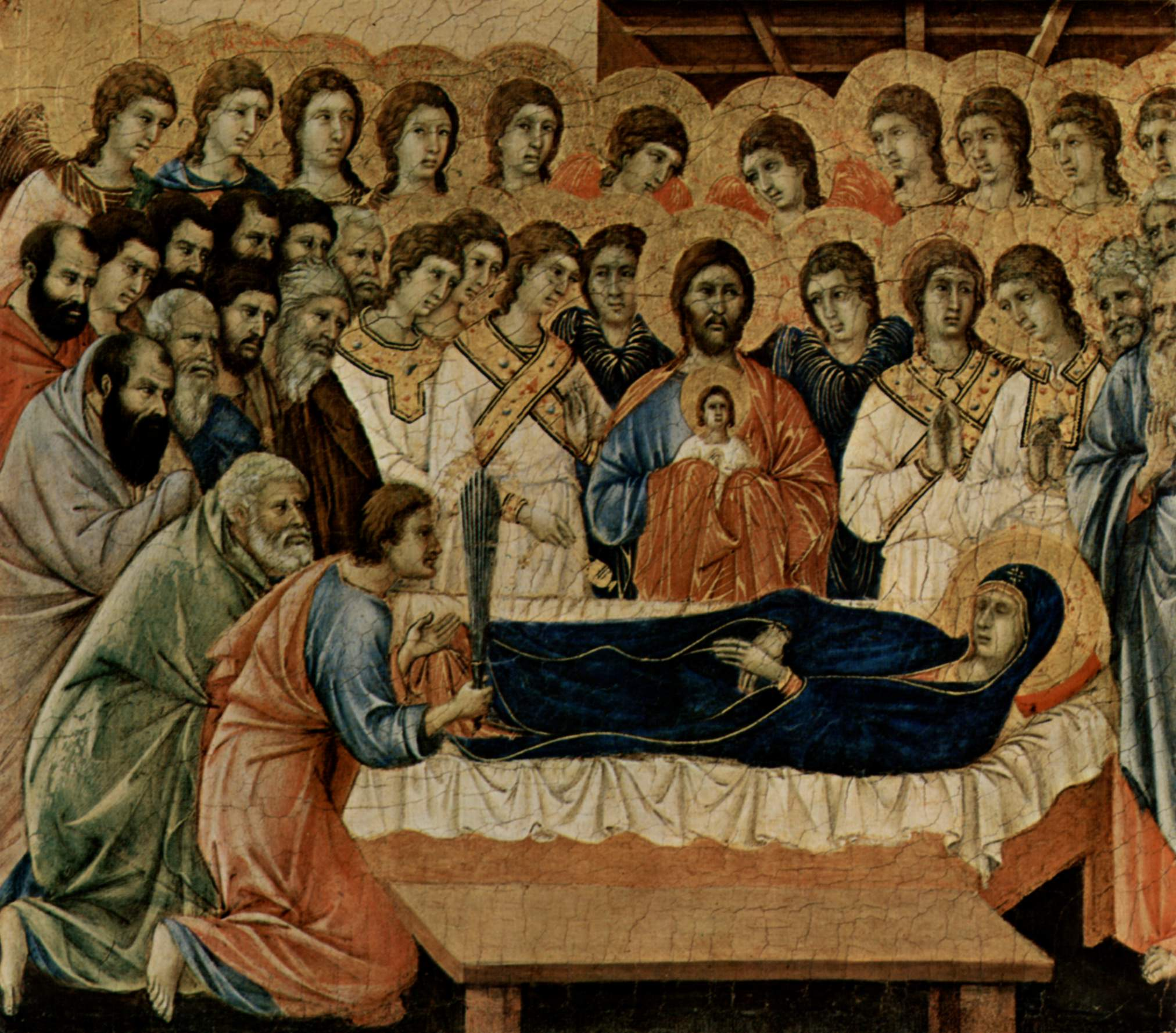
Duccio di Buoninsegna: Dormitio/Marientod, 1308/11
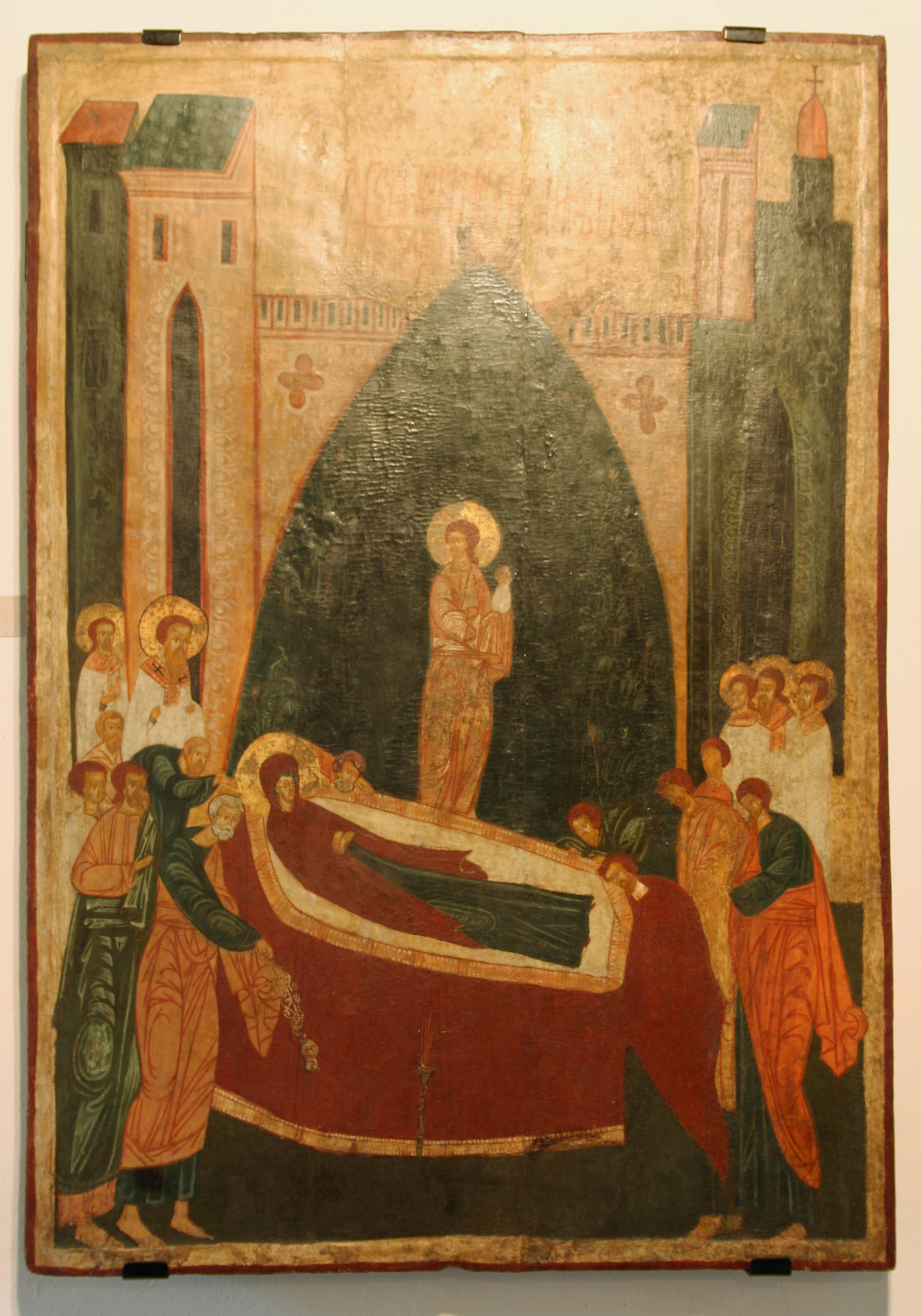
Dormitio-Ikone, 15. Jahrhundert, Polen
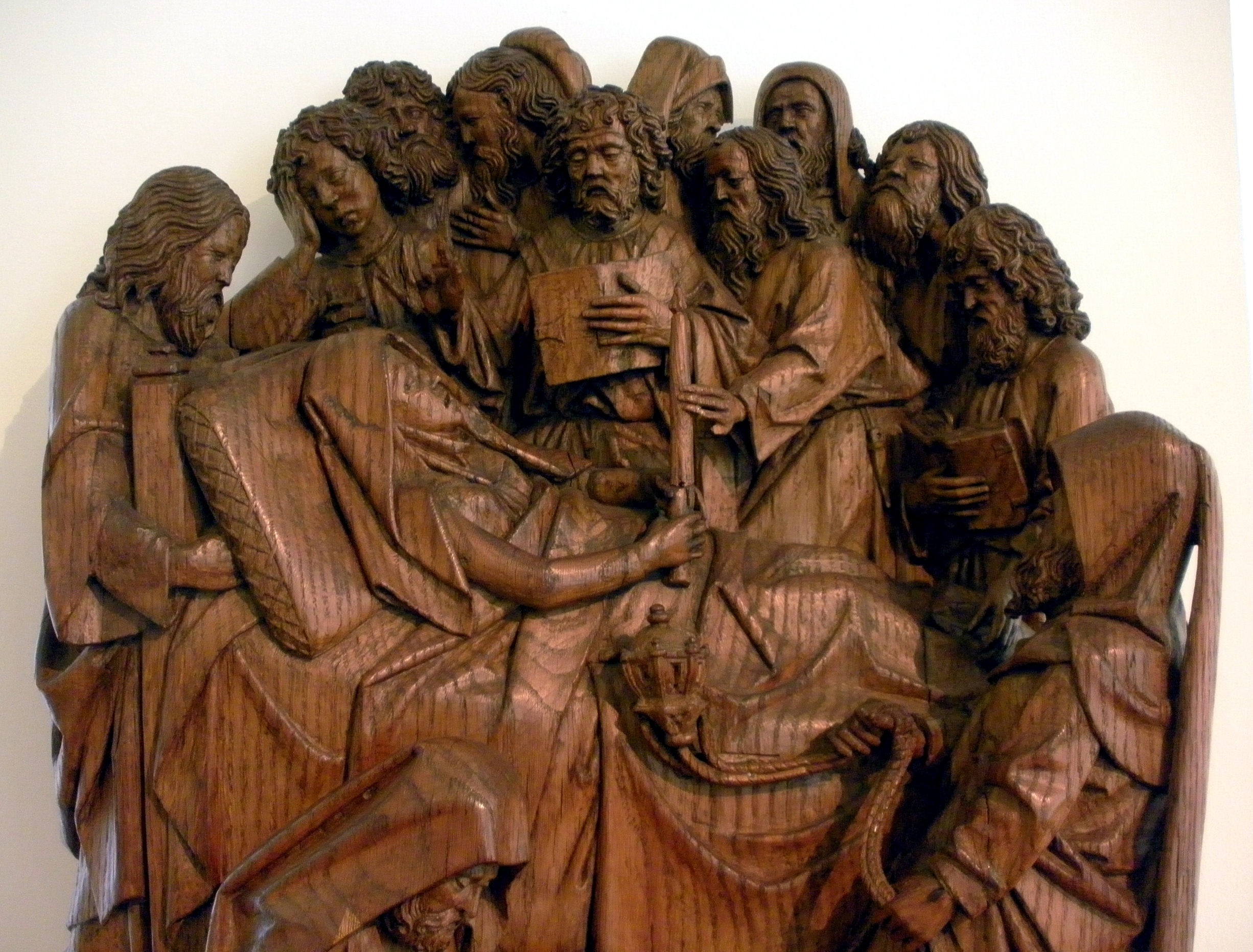
Dormitio, 1475–1477
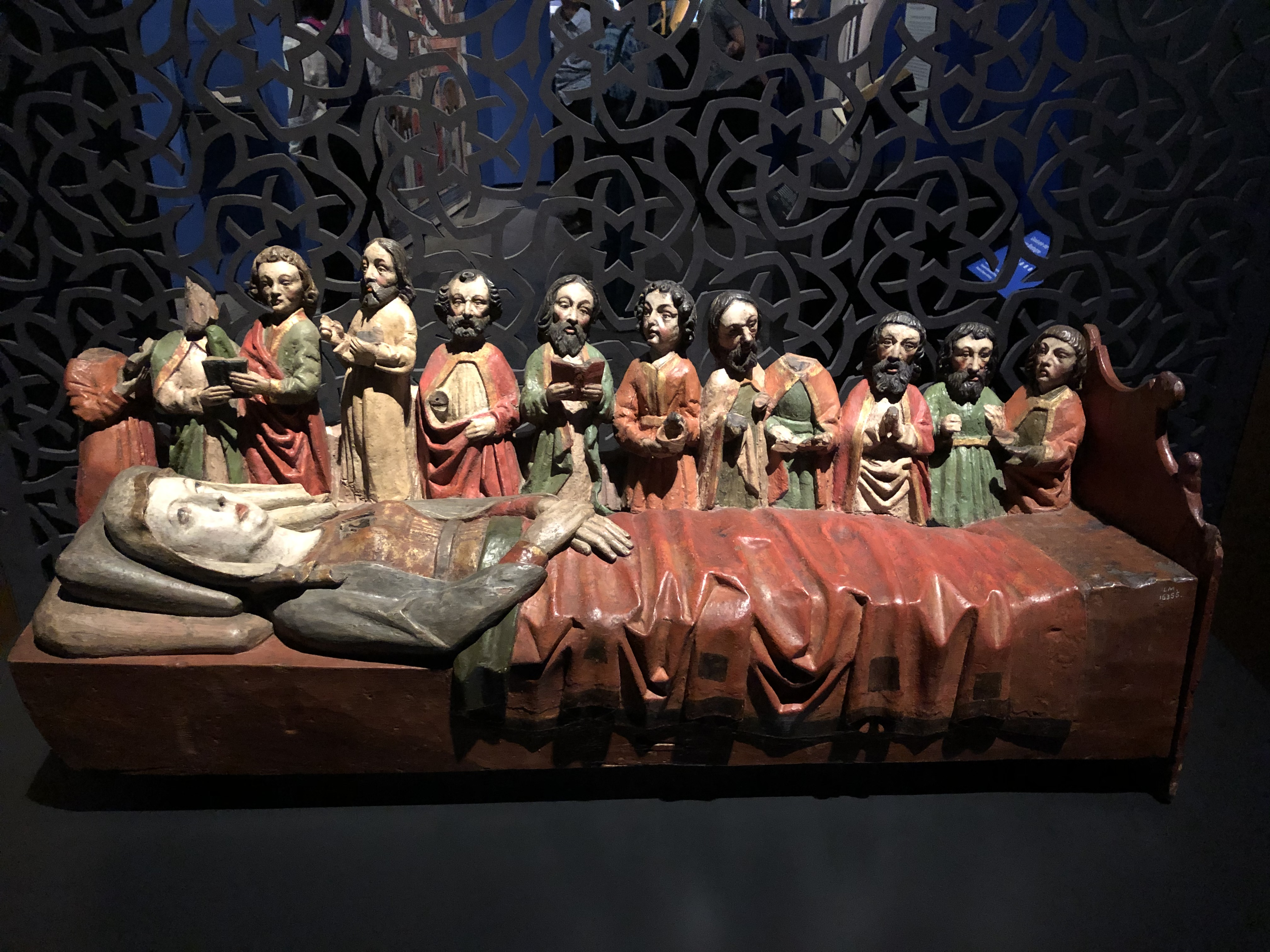
2. Hälfte 15. Jhd. Herkunft unbekannt, Arvenholz
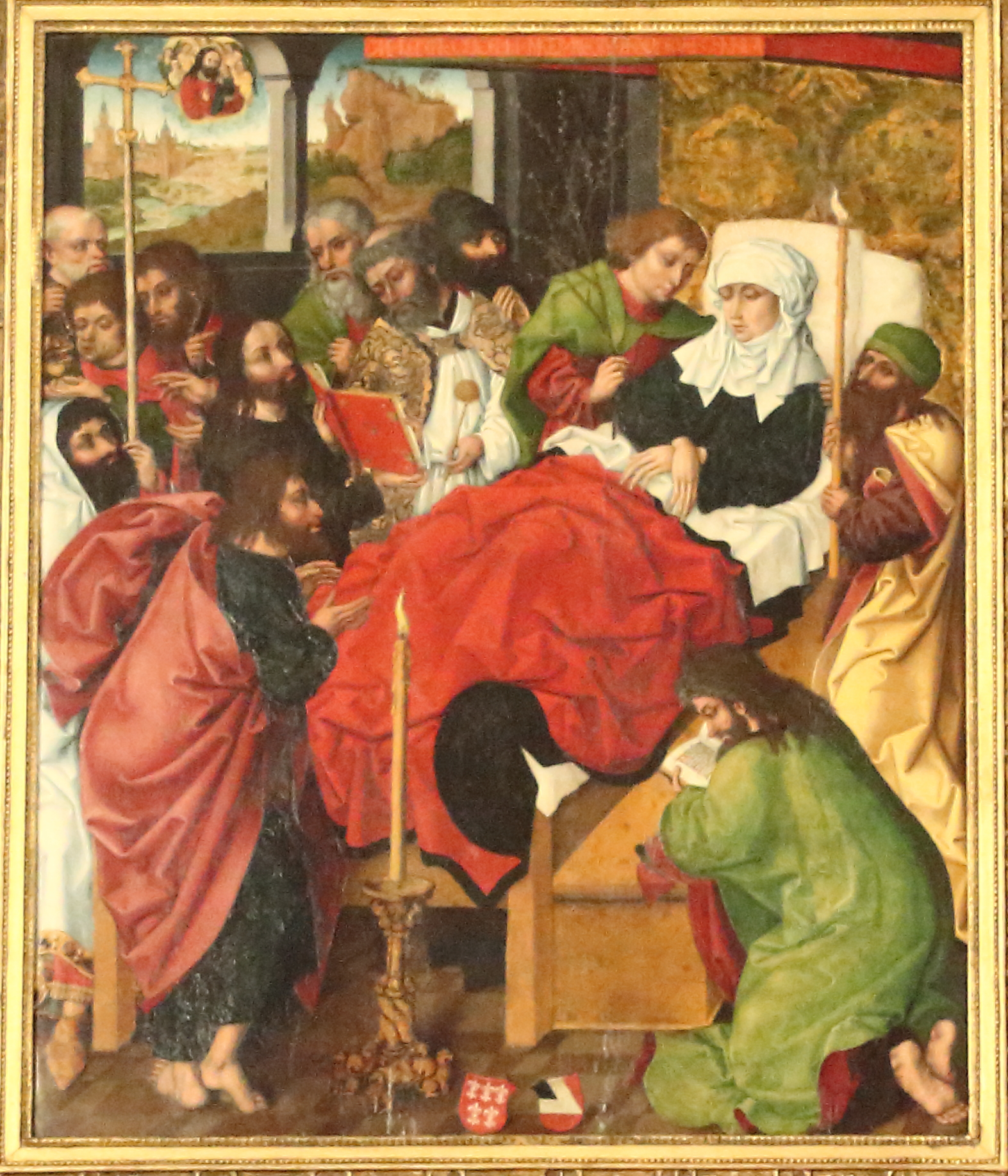
Hochaltarbild der Heilig-Kreuz-Kirche Assmannshausen, um 1500
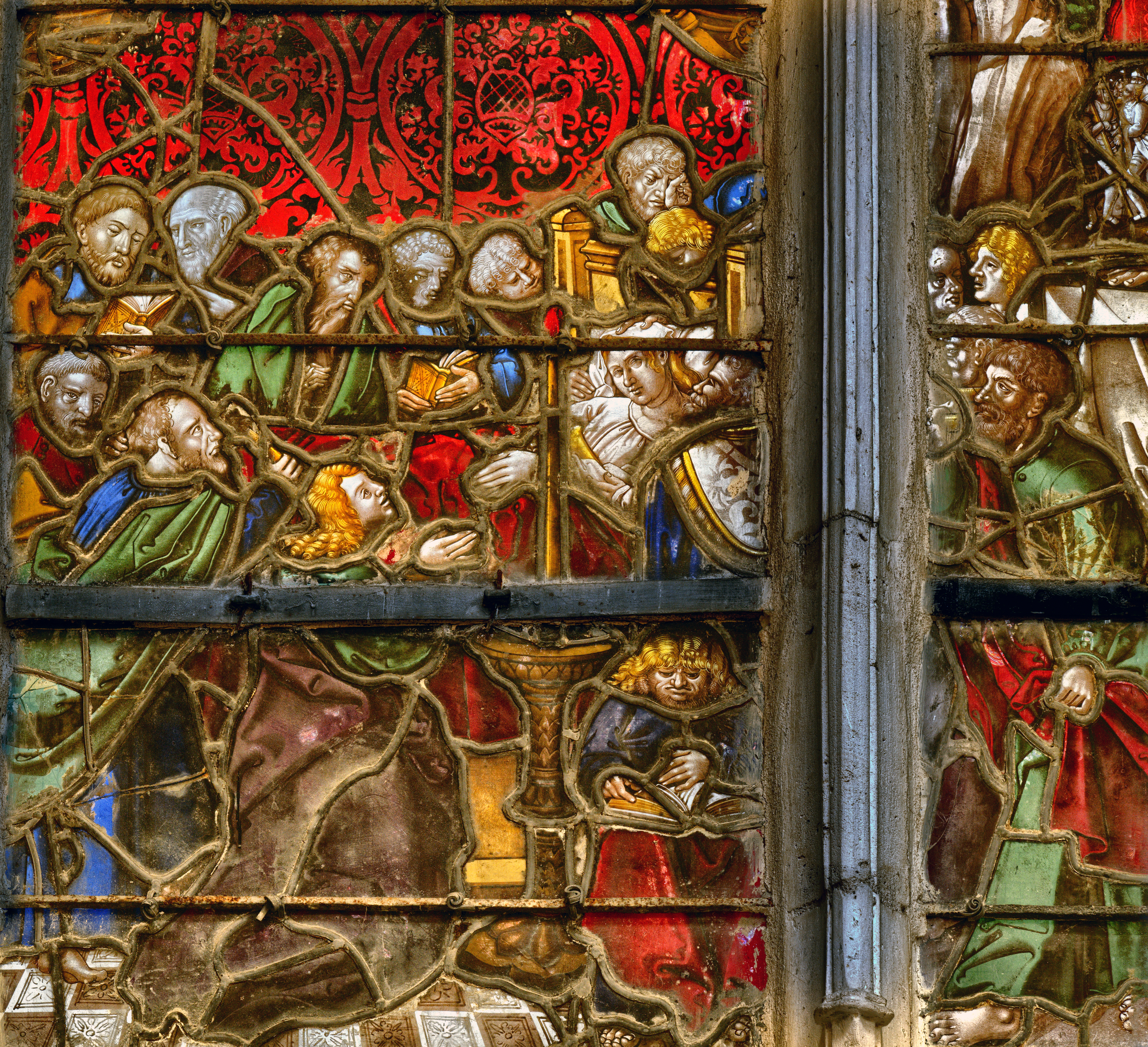
Valentin Bousch: Glasmalerei in der Basilika St-Nicolas (Saint-Nicolas-de-Port), um 1515